# 杨满芳
杨满芳，男，1965年生于广东省惠州市仲恺区潼湖镇赤岗村，惠州市三阳酒店有限公司董事长、惠州市工商联主席、惠州市政协常委，曾担任广东省政协委员，2017年1月10日，政协第十一届广东省委员会常务委员会第十九次会议在广州召开，会议撤销杨满芳、谭少波十一届省政协委员资格。